# Bonaventure Des Périers
Bonaventure Des Périers, född omkring 1498, död 1544, var en fransk författare.
Bonaventure Des Périers gav i sitt arbete Cymbalum mundi en françois (1537) uttryck åt ett religiöst frisinne, som väckte anstöt hos både protestanter och katoliker. Hans novellsamling Nouvelles récréations et joyeux devis utmärker sig för en frisk, realistisk berättarkonst. Bonaventure Des Périers Oeuvres utgavs i två band 1856.